# Joseph Rasqui
Joseph « Jos » Rasqui (né le 14 mars 1895 à Boevange-sur-Attert et mort le 16 mai 1966 à Esch-sur-Alzette) est un coureur cycliste luxembourgeois.

## Biographie
Entre 1916 et 1921, Jos Raqui devient à quatre reprises champion du Luxembourg sur route, dans la catégorie des indépendants. Il passe ensuite professionnel en 1922 et le reste jusqu'en 1924. Lors de sa première saison, il participe au Tour de France, où il abandonne.

## Palmarès
- 1914
  - 3e de Longwy-Nancy-Longwy
- 1916
  -  Champion du Luxembourg indépendants
- 1917
  -  Champion du Luxembourg indépendants
- 1918
  - Grand Prix François-Faber
- 1919
  - 2e du championnat du Luxembourg indépendants
- 1920
  -  Champion du Luxembourg indépendants
  - 3e de Luxembourg-Nancy
- 1921
  -  Champion du Luxembourg indépendants
  - Nancy-Luxembourg
  - Neuss-Aix-Neuss
  - 2e de Bruxelles-Luxembourg-Mondorf
  - 2e de Luxembourg-Nancy
- 1922
  -  Champion du Luxembourg de cyclo-cross
- 1923
  - 3e de Luxembourg-Nancy
- 1925
  - 3e du championnat du Luxembourg indépendants
  - 3e du championnat du Luxembourg de cyclo-cross
- 1927
  - Championnat du VC Esch
  - 2e de Verdun-Luxembourg-Verdun

## Résultat sur le Tour de France
1 participation
- 1922 : abandon (8e étape)